# کوگپاکا
کوگپاکا شهری در شهرستان ساپونه در استان بازگا در بورکینافاسوی مرکزی است و جمعیت آن ۱۱۲۵ نفر است.